# IFK Uppsala (fotboll)
IFK Uppsala fotboll är fotbollssektionen inom idrottsföreningen IFK Uppsala från Uppsala i Uppsala län. Föreningen har vunnit SM-silver vid tre tillfällen, (1907, 1908, 1911, och är därmed den mest framgångsrika föreningen från Uppsala i SM-sammanhang). Laget har även spelat två säsonger i Svenska serien (föregångaren till Allsvenskan), säsongerna 1912/1913 och 1913/1914). Efter första världskriget har framgångarna varit mer modesta. Säsongen 2024 spelar föreningen i division 3 efter att ha åkt ur division 2 säsongen innan.

## Resultat i Svenska mästerskapet
I SM 1904 blev IFK Uppsala utslagna i första omgången av Gefle IF med 1-0. År 1907 gick det dock betydligt bättre: 2-1 i första omgången mot Sandvikens AIK, 5-3 mot Gefle i andra omgången och 9-0 mot IFK Eskilstuna i tredjerundan (semifinal). Finalen spelades på Stockholms Idrottspark mot dåtidens gigant Örgryte IS. Göteborgarna vann sitt nionde SM-guld efter slutresultatet 4-1. Noterbart är att IFK spelade finalen med endast tio man eftersom en spelare missade tåget.
Även 1908 spelade laget final. Efter 4-3 mot Stockholmskamraterna i semifinalen föll upsaliensarna med samma siffror Göteborgskamraterna i finalen på Valhalla. Säsongen därpå betvingades gästrikarna Sandvikens AIK (11-0) och IFK Gävle (3-2) innan Örgryte blev för svåra (1-5) i semifinalen. Säsongen 1910 slog man ut AIK (3-2) med föll sedan mot Djurgården (0-2). 1911 års IFK-upplaga tog sig till final efter att ha besegrat Hälsingborg, Västermalms IF och IFK Norrköping. I finalen på Råsunda IP fick AIK revansch för nederlaget 1910 och vann med 3-2.
Någon ny medalj blev det inte 1912 efter förlust redan i första omgången mot Västermalm. Sedan tog det stopp i andra omgången 1913 (mot Djurgården), semifinalen 1914 (mot Hälsingborg) och i förstarundan 1915 (mot Västermalm).

## Spelare

### Truppen
| #           | Land      | Spelare                | Födelsedatum     | Kom från        | Moderklubb        | Antal matcher* |
| Målvakter   | Målvakter | Målvakter              | Målvakter        | Målvakter       | Målvakter         | Målvakter      |
| ----------- | --------- | ---------------------- | ---------------- | --------------- | ----------------- | -------------- |
| 1           | Sverige   | Hazem Qaoud            | 15 november 2001 | Procyon BK      | IFK Uppsala       | 57             |
| 22          | Sverige   | Hannes Persgården      | 14 december 2003 | Norrby IF       | Sjömarkens IF     | 0              |
| Försvarare  |           |                        |                  |                 |                   |                |
| 2           | Sverige   | Eddie Omdal            | 23 maj 2003      | IFK Uppsala U   | Vaksala SK        | 50             |
| 3           | Sverige   | Filip Carlsson         | 6 maj 1997       | IFK Uppsala U   | Funbo IF          | 184            |
| 4           | Sverige   | Musa Ali               | 5 januari 1998   | IFK Uppsala U   | Funbo IF          | 117            |
| 13          | Sverige   | Jonathan Kansa         | 18 mars 1998     | Älvsjö AIK      | Hammarby IF       | 56             |
| 21          | Sverige   | Rasmus Wigren          | 6 april 2003     | IK Sirius FK    | IK Sirius FK      | 26             |
| Mittfältare |           |                        |                  |                 |                   |                |
| 6           | Sverige   | Filip Cekol            | 24 februari 1999 | IFK Uppsala U   | IFK Uppsala       | 135            |
| 7           | Sverige   | Prince Sikiya          | 25 december 2000 | Sandviks IK     | IFK Uppsala       | 36             |
| 8           | Sverige   | Moses Bodouin Kalema   | 8 september 1998 | IFK Uppsala U   | Unik FK           | 81             |
| 14          | Sverige   | Destiny John           | 19 augusti 2004  | IFK Uppsala U   | IFK Uppsala       | 41             |
| 15          | Sverige   | Rasmus Kronemyr        | 25 november 2002 | Reymersholms IK | IF Brommapojkarna | 10             |
| 18          | Sverige   | Edim Fekovic           | 18 juni 2002     | IFK Uppsala U   | IFK Uppsala       | 67             |
| Anfallare   |           |                        |                  |                 |                   |                |
| 9           | Sverige   | Gedeon Mbala           | 1 januari 2002   | Uppsala Kurd FK | Danmarks IF       | 23             |
| 10          | Sverige   | Emrik Persson Engström | 19 maj 1999      | IFK Uppsala U   | IF VP Uppsala     | 118            |
| 11          | Sverige   | Aria Alizadeh          | 9 februari 2000  | Procyon BK      | Danmarks IF       | 68             |
| 16          | Sverige   | Hossein Shojaeddin     | 21 november 2001 | Procyon BK      | Sunnersta AIF     | 50             |
| 17          | Sverige   | Isac Barkfeldt         | 29 augusti 2003  | IFK Uppsala U   | IFK Uppsala       | 24             |
| 19          | Sverige   | Albin Eliasson         | 1 januari 2002   | Ängby IF        | -                 | 38             |

- Endast deltagande i A-lagsmatcher (serie- samt cupmatcher) är räknade t.o.m.  2024:

## Serieplaceringar

### 1900-talet
Laget vann sin serie vid tre tillfällen (1903, 1904 och 1907). Fotbollen var ännu i sin vagga i Sverige och Uppsalakamraterna tillhörde landets främsta föreningar. Laget förlorade SM-finalen (SM avgjordes i cupform) både 1907 och 1908). Serierivaler vid den här tiden var bland annat Djurgårdens IF, IFK Stockholm, IK Sleipner och AIK.
| Säsong | Serie                              | Placering    | Anmärkning |
| 1903   | Svenska Bollspelsförbundet klass 1 | 1 (4 lag)    |            |
| 1904   | Svenska Bollspelsförbundet klass 1 | 1 (7 lag)    |            |
| 1905   | Svenska Bollspelsförbundet klass 1 | 2 (6 lag)    |            |
| 1906   | Stockholmsserien klass 1           | 3 (6 lag)    |            |
| 1907   | Stockholmsserien klass 1           | 1 (av 6 lag) |            |
| 1908   | Stockholmsserien klass 1           | 5 (av 6 lag) |            |
| 1909   | Stockholmsserien klass 1           | 6 (av 6 lag) |            |
| ------ | ---------------------------------- | ------------ | ---------- |

### 1910-talet
IFK fortsatte att tillhöra landets främsta föreningar. Laget vann sitt tredje SM-silver 1911 och spelade två säsonger i landets högsta serie, Svenska serien. Denna serie hade inte SM-status och var en föregångare till Allsvenskan. Säsongen 1916/1917 kan sägas vara IFK:s senaste i näst högsta divisionen. Säsongen därefter, 1917, spelade man i Uppsalaserien klass 1. Detta var första gången som IFK mötte andra Uppsalalag i seriespel (Sirius, Vesta och UIF). Första säsongen försvarade IFK positionen som stadens främsta lag men redan året efter tog Sirius över och 1919 slutade både Sirius och Upsala IF före i sluttabellen.
| Säsong    | Serie                    | Placering    | Anmärkning                              |
| 1910      | Stockholmsserien klass 1 | 5 (av 8 lag) |                                         |
| 1911      | Stockholmsserien klass 1 | 3 (av 8 lag) |                                         |
| 1912/1913 | Svenska serien           | 5 (av 6 lag) | Spelade i Sveriges högsta fotbollsserie |
| 1913/1914 | Svenska serien           | 6 (av 6 lag) | Spelade i Sveriges högsta fotbollsserie |
| 1914/1915 | Mellansvenska serien     | 4 (av 8 lag) |                                         |
| 1915/1916 | Mellansvenska serien     | 3 (av 7 lag) |                                         |
| 1916/1917 | Mellansvenska serien     | 7 (av 8 lag) |                                         |
| 1917      | Uppsalaserien klass 1    | 1 (av 4 lag) |                                         |
| 1918      | Uppsalaserien klass 1    | 2 (av 4 lag) |                                         |
| 1919      | Uppsalaserien klass 1    | 3 (av 4 lag) |                                         |
| --------- | ------------------------ | ------------ | --------------------------------------- |

### 1920-talet
Nedgången fortsatte under 1920-talet: 1920 slutade laget sist i Uppsalaserien och deltog därefter inte i seriespel under flera av de följande säsongerna.
| Säsong    | Serie                 | Placering    | Anmärkning                                     |
| 1920      | Uppsalaserien klass 1 | 4 (av 4 lag) | IFK utgick ur serien efter tre spelade matcher |
| 1921-1922 | Deltog ej i seriespel |              |                                                |
| 1923      | Uppsalaserien klass 2 | 2 (av 6 lag) |                                                |
| 1924      | Uppsalaserien klass 2 | 4 (av 7 lag) |                                                |
| 1925      | Uppsalaserien klass 2 | 5 (av 5 lag) |                                                |
| 1926      | Deltog ej i seriespel |              |                                                |
| 1927      | Uppsalaserien klass 2 | 4 (av 5 lag) |                                                |
| 1928-1929 | Deltog ej i seriespel |              |                                                |
| --------- | --------------------- | ------------ | ---------------------------------------------- |

### 1930-talet
Säsongen 1930 gjorde laget comeback i seriespel men efter två sistaplatser drog man sig ånyo ur seriespelet.
| Säsong    | Serie                 | Placering    | Anmärkning                              |
| 1930      | Uppsalaserien klass 2 | 6 (av 6 lag) |                                         |
| 1930/1931 | Uppsalaserien klass 2 | 6 (av 6 lag) | IFK utgick ur serien efter sju omgångar |
| 1932-1944 | Deltog ej i seriespel |              |                                         |
| --------- | --------------------- | ------------ | --------------------------------------- |

### 1940-talet
Det gamla storlaget gjorde ett gästspel på två säsonger i seriepyramiden men drog sig sedan ur igen.
| Säsong    | Serie                 | Placering      | Anmärkning               |
| 1932-1944 | Deltog ej i seriespel |                |                          |
| 1945/1946 | Div. 5 centralserien  | 1 (av 10 lag)  |                          |
| 1946/1947 | Div. 5 centralserien  | 10 (av 10 lag) | Utgick efter 14 omgångar |
| 1948-1956 | Deltog ej i seriespel |                |                          |
| --------- | --------------------- | -------------- | ------------------------ |

### 1950-talet
Till säsongen 1957/1958 hade Uppsalakamraterna åter ställt ett lag på benen - och sedan dess har man deltagit i seriespel varje säsong. Premiäråret slutade med serieseger i division 8 på samma poäng som tvåan Skuttunge SK.
| Säsong    | Serie                              | Placering    | Anmärkning  |
| 1948-1956 | Deltog ej i seriespel              |              |             |
| 1957/1958 | Div. 8 norra centralserien klass 2 | 1 (av 9 lag) | uppflyttade |
| 1959      | Div. 7 södra centralserien klass 1 | 2 (av 7 lag) |             |
| --------- | ---------------------------------- | ------------ | ----------- |

### 1960-talet
IFK vann division 7 1960 och division 6 1961. Därefter följde sex säsonger i femman (motsvarigheten till dagens division 3) innan man kunde ta steget upp i division 4. Vistelsen i den fjärde högsta divisionen blev bara ettårig men det är ändock IFK:s främsta resultat sedan första världskriget.
| Säsong | Serie                              | Placering      | Anmärkning  |
| 1960   | Div. 7 södra centralserien klass 1 | 1 (av 9 lag)   | uppflyttade |
| 1961   | Div. 6 centrala                    | 1 (av 10 lag)  | uppflyttade |
| 1962   | Div. 5 östra                       | 5 (av 10 lag)  |             |
| 1963   | Div. 5 östra                       | 5 (av 10 lag)  |             |
| 1964   | Div. 5 östra                       | 6 (av 10 lag)  |             |
| 1965   | Div. 5 östra                       | 2 (av 10 lag)  |             |
| 1966   | Div. 5 östra                       | 8 (av 10 lag)  |             |
| 1967   | Div. 5 västra                      | 2 (av 10 lag)  | uppflyttade |
| 1968   | Div. 4 Uppland                     | 10 (av 10 lag) | nedflyttade |
| 1969   | Div. 5 västra                      | 4 (av 10 lag)  |             |
| ------ | ---------------------------------- | -------------- | ----------- |

### 1970-talet
Decenniet började med att IFK degraderades från division 5 och därefter fördes en tynande tillvaro i division 6. Säsongen 1973 lyckades man bara vinna en match och placerade sig klart sist i sluttabellen.
| Säsong | Serie                  | Placering      | Anmärkning  |
| 1970   | Div. 5 västra          | 9 (av 10 lag)  | nedflyttade |
| 1971   | Div. 6 nordvästra      | 8 (av 10 lag)  |             |
| 1972   | Div. 6 nordvästra      | 5 (av 10 lag)  |             |
| 1973   | Div. 6 norra centrala  | 10 (av 10 lag) |             |
| 1974   | Div. 6 norra centrala  | 4 (av 10 lag)  |             |
| 1975   | Div. 6 västra centrala | 5 (av 12 lag)  |             |
| 1976   | Div. 6 västra          | 9 (av 10 lag)  |             |
| 1977   | Div. 6 södra           | 4 (av 10 lag)  |             |
| 1978   | Div. 6 södra           | 7 (av 10 lag)  |             |
| 1979   | Div. 6 västra          | 9 (av 10 lag)  |             |
| ------ | ---------------------- | -------------- | ----------- |

### 1980-talet
1980-talet tillhör inte Uppsalakamraternas främsta årtionden. Två säsonger (1980 och 1985) tillbringades i division 6, återstoden i division 7 (den lägsta serien).
Under säsongen 1985 tävlade föreningen under namnet IFK Uppsala/UBS (Uppsala Biljardsällskap).
| Säsong | Serie           | Placering      | Anmärkning  |
| 1980   | Div. 6 västra   | 9 (av 10 lag)  | nedflyttade |
| 1981   | Div. 7 västra   | 6 (av 10 lag)  |             |
| 1982   | Div. 7          | 10 (av 10 lag) |             |
| 1983   | Div. 7 norra    | 4 (av 10 lag)  |             |
| 1984   | Div. 7 Uppsala  | 2 (av 10 lag)  | uppflyttade |
| 1985   | Div. 6 norra    | 10 (av 10 lag) | nedflyttade |
| 1986   | Div. 7 centrala | 6 (av 8 lag)   |             |
| 1987   | Div. 7 norra    | 6 (av 10 lag)  |             |
| 1988   | Div. 7 centrala | 8 (av 12 lag)  |             |
| 1989   | Div. 7 norra    | 5 (av 11 lag)  |             |
| ------ | --------------- | -------------- | ----------- |

### 1990-talet
Även 1990-talet tillbringades huvudsakligen i division 7. Säsongen 1996 vann IFK division 7 västra i stor stil (elva segrar och en förlust) men sejouren i sexan blev ånyo endast ettårig. Decenniet slutade dock positivt då laget överlägset vann division 7 södra 1999 (15 segrar och en förlust).
| Säsong | Serie           | Placering      | Anmärkning  |
| 1990   | Div. 7 norra    | 4 (av 8 lag)   |             |
| 1991   | Div. 7 norra    | 5 (av 9 lag)   |             |
| 1992   | Div. 7 centrala | 8 (av 8 lag)   |             |
| 1993   | Div. 7 västra   | 6 (av 9 lag)   |             |
| 1994   | Div. 7 norra    | 5 (av 8 lag)   |             |
| 1995   | Div. 7 västra   | 7 (av 9 lag)   |             |
| 1996   | Div. 7 västra   | 1 (av 7 lag)   | uppflyttade |
| 1997   | Div. 6 västra   | 10 (av 10 lag) | nedflyttade |
| 1998   | Div. 7 södra    | 4 (av 10 lag)  |             |
| 1999   | Div. 7 södra    | 1 (av 9 lag)   | uppflyttade |
| ------ | --------------- | -------------- | ----------- |

### 2000-talet
2000-talet blev IFK Uppsalas framgångsrikaste årtionde under efterkrigstiden. Denna lyckades föreningen hålla sig kvar i division 6 (till skillnad från 1980, 1985 och 1997). Laget vann sexan 2002 och tog sig 2003 upp i division 4. Sejouren där blev ettårig men efter tre säsonger i division 5 var man tillbaka i fyran. Som nykomling blev man 2008 fyra och vann sedan 2009 serien sju poäng före Enköpings IS.
| Säsong | Serie          | Placering      | Anmärkning  |
| 2000   | Div. 6 västra  | 3 (av 10 lag)  |             |
| 2001   | Div. 6 västra  | 2 (av 10 lag)  |             |
| 2002   | Div. 6 norra   | 1 (av 9 lag)   | uppflyttade |
| 2003   | Div. 5 västra  | 2 (av 12 lag)  | uppflyttade |
| 2004   | Div. 4 Uppland | 10 (av 12 lag) | nedflyttade |
| 2005   | Div. 5 östra   | 9 (av 12 lag)  |             |
| 2006   | Div. 5 östra   | 2 (av 12 lag)  |             |
| 2007   | Div. 5 västra  | 1 (av 12 lag)  | uppflyttade |
| 2008   | Div. 4 Uppland | 4 (av 12 lag)  |             |
| 2009   | Div. 4 Uppland | 1 (av 12 lag)  | uppflyttade |
| ------ | -------------- | -------------- | ----------- |

### 2010-talet
Säsongen 2010 tillhörde IFK landets femte högsta serie för första gången på 40 år. Laget slutade på tionde plats i division 3 Norra Svealand och blev därmed degraderade. Den påföljande säsongen slutade med en ny degradering och laget flyttades ner till division 5. Säsongen 2015 var man åter tillbaka i division 4 och efter serieseger 2016 spelade man säsongen 2017 åter i division 3. Sejouren i division 3 blev återigen ettårig, menredan 2018 avancerade man till trean på nytt genom seger i kvalet mot gotländska Fardhem -Garda. 2019 lyckades man för första gången säkra nytt kontrakt i division 3.
| Säsong | Serie                 | Placering      | Anmärkning  |
| 2010   | Div. 3 Norra Svealand | 10 (av 12 lag) | nedflyttade |
| 2011   | Div. 4 Uppland        | 11 (av 12 lag) | nedflyttade |
| 2012   | Div. 5 östra          | 7 (av 12 lag)  |             |
| 2013   | Div. 5 södra          | 7 (av 12 lag)  |             |
| 2014   | Div. 5 norra          | 1 (av 12 lag)  | uppflyttade |
| 2015   | Div. 4 Uppland        | 6 (av 12 lag)  |             |
| 2016   | Div. 4 Uppland        | 1 (av 12 lag)  | uppflyttade |
| 2017   | Div. 3 Norra Svealand | 10 (av 12 lag) | nedflyttade |
| 2018   | Div. 4 Uppland        | 2 (av 12 lag)  | uppflyttade |
| 2019   | Div. 3 Norra Svealand | 6 (av 12 lag)  |             |
| ------ | --------------------- | -------------- | ----------- |

### 2020-talet
| Säsong | Serie                 | Placering      | Anmärkning  |
| 2020   | Div. 3 Norra Svealand | 7 (av 12 lag)  |             |
| 2021   | Div. 3 Norra Svealand | 1 (av 12 lag)  | uppflyttade |
| 2022   | Div. 2 Norra Svealand | 10 (av 14 lag) |             |
| 2023   | Div. 2 Norra Svealand | 13 (av 14 lag) | nedflyttade |
| 2024   | Div. 3 Norra Svealand | 10 (av 12 lag) | nedflyttade |
| 2025   | Div. 4 Uppland        | - (av 12 lag)  | pågående    |
| ------ | --------------------- | -------------- | ----------- |